# Benavarri
Benavarri (en castellà i oficialment Benabarre) és una vila cap del municipi espanyol homònim de la comarca de la Ribagorça, a la província d'Osca, Aragó.
És la capital històrico-cultural de la comarca i l'antiga capital del Comtat de Ribagorça. Forma part de la Franja de Ponent, municipis aragonesos en els quals es parla català ribagorçà. En alguns textos antics apareix amb el nom de Benabarri
Benavarri es troba al Prepirineu, a 90 km d'Osca i 65 km de Lleida, a una altitud de 792 m, en un petit sinclinal entre els rius Éssera i Queixigar. La major part del territori, però, pertany a la conca del Noguera Ribagorçana. Al nord hi ha la Serra del castell de Llaguarres i al sud la Serra del Montsec. Pel seu terme municipal passa la carretera N-230 que uneix Lleida i la Vall d'Aran.

## Història
És una població molt antiga, probablement la "Bargidum" o "Bargusia" dels romans i es diu que va ser adjudicada als àrabs prenent el nom del seu primer senyor Aben Avarre.
Va ser conquerida a l'Islam al voltant de l'any 1062 (encara que no existeix cap document que acrediti la data exacta). El que és indubtable és que va ser incorporada al Regne d'Aragó pel seu rei Ramir I d'Aragó durant la mateixa campanya militar en la qual va conquerir, immediatament al nord d'aquesta vila, les places de Lluçars, Viacamp i Lliterà, Tolba, Llaguarres i Lasquarri i, just al sud de la mateixa i al nord de Purroy i Caserras, la partida de Falces (Falcibus), d'una de les cases de la qual i els seus alous aquest rei concedeix franquícia a Agila de Falces i els seus germans l'1 de febrer de 1067 (segons es documenta en aquesta data).
Va ser la capital del Comtat de Ribargorça fins que durant la Guerra del Francès les tropes franceses de Napoleó van decidir fer de Graus la capital de la regió, com a represàlia contra els habitants de Benavarri. Després d'això, Benavarri va deixar de ser la capital administrativa però encara és el centre cultural de la Ribargorça.
Durant la primera guerra carlina (1833-1840) va ser una de les poblacions que més va sofrir dins la província d'Osca.

## Administració

### Llista d'últims alcaldes de Benavarri
| Període   | Alcalde                         | Partit |  |
| --------- | ------------------------------- | ------ |  |
| 1979-1981 | Bienvenido Luis Almuzada Tarroc | Ind.   |  |
| 1981-1983 | José Antonio Ballarín Pociello  | Ind.   |  |
| 1983-1987 | Manuel Jaraiz Canfranc          | PSOE   |  |
| 1987-1991 | Manuel Jaraiz Canfranc          | PSOE   |  |
| 1991-1995 | Manuel Jaraiz Canfranc          | PSOE   |  |
| 1995-1999 | Manuel Jaraiz Canfranc          | PSOE   |  |
| 1999-2003 | Antonio Cosialls Pueyo          | PAR    |  |
| 2003-2007 | Alfredo Sancho Guardia          | PSOE   |  |
| 2007-2011 | Alfredo Sancho Guardia          | PSOE   |  |
| 2011-2015 | Alfredo Sancho Guardia          | PSOE   |  |
| 2015-2019 | Alfredo Sancho Guardia          | PSOE   |  |
| 2019-2023 | Alfredo Sancho Guardia          | PSOE   |  |
| 2023-2027 | Yolanda Castelló Carrasquet     | PSOE   |  |

### Resultats electorals
| Eleccions municipals |      |      |      |      |      |      |
| Partit               | 2003 | 2007 | 2011 | 2015 | 2019 | 2023 |
| PSOE                 | 3    | 6    | 5    | 4    | 6    | 5    |
| PP                   | -    | 2    | 3    | 4    | 3    | 3    |
| Aragón Sí Puede      |      |      |      | 1    | -    |      |
| PAR                  | 3    | -    |      | -    |      |      |
| CHA                  | 3    | 1    | 1    |      |      | 1    |
| CDF                  |      |      | -    |      |      |      |
| Total                | 9    | 9    | 9    | 9    | 9    | 9    |

## Geografia

### Nuclis de població del municipi
- Aler. Terme agregat a Benavarri abans de 1930. Situat a 669 metres d'altitud i a la conca del Riu Éssera.[13] Al nord-oest del lloc es troba l'ermita de La Mare de Déu de les Ventoses.[14]
- Entença. Situat en el marge esquerre del riu Queixigar. Pertany a Benavarri des de 1974. El castell del poble va ser l'origen de la Baronia d'Entença.[15]
- Benavarri (capital del municipi).[16] (Els seus carrers mantenen una estructura medieval). Situat a 1 km al nord es troba l'antic monestir dominicà de La Mare de Déu de Linares.[17]
- Calladrons. Està situat en un pujol al marge esquerre del Riu Guart. De l'antic Castell de Calladrons només en queda la torre. L'any 1974, el terme municipal de Calladrons juntament amb els seus pobles: Calladrons, Siscar i Entença, es va annexionar al de Benavarri.[18]
- Castilló del Pla. Situat al peu de la Serra de la Corrodella, a 762 metres d'altitud. Antigament formava part del municipi de Pilzà.[19]
- Siscar. Situat a 591 metres d'altitud en el marge dret del Riu Queixigar.[20]
- Estanya. Està situat a 716 metres d'altitud a la serra que separa el Riu Guart i les aigües de la Insulsa (Riu Cinca).[21]
- Pilzà. A 905 metres d'altitud sobre el nivell del mar. Fins a l'any 1972 va ser un municipi independent. Les entitats de població que comprenia el terme eren: Estanya, Castilló del Pla, els despoblats de Penavera i Cabestany, i la quadra d'Andolfa.[22][23]
- Purroi. Situat damunt del barranc del Molí. Terme independent fins a 1974.[24] El municipi comprenia l'ermita de La Mare de Déu del Pla.[25]

## Festes locals
- 8 de juny, Sant Medard: festes patronals.
  - Destaca la pastorada entre l'amo i el ramadá (pastor), i el seu típic ball El ball dels palitrocs. Es realitza la Baixada de Carricotxes, concurs de guarniment de carrosses.
- Agost
  - Ball dels Salvatges: Representació que s'ha recuperat recentment. És un tipus de teatre amb una sèrie de balls protagonitzats per homes de diferent estatus social, la fi dels quals és conquerir una dama. Des de 2010 té caràcter biennal.
  - El tercer cap de setmana d'agost se celebren les festes d'estiu.

També és bastant reconeguda a la comarca de la Ribargorça la seva processó de setmana santa, atípica en aquest sentit perquè els romans que encapçalen la processó poc tenen a veure amb els romans que tots podem conèixer, és un vestit de romà amb influències de soldat renaixentista, tota una delícia visual per als turistes que vulguin detenir-se a contemplar aquesta processó el divendres sant a les 22 h des de la plaça de l'església La Mare de Déu de Valdeflores.

## Patrimoni

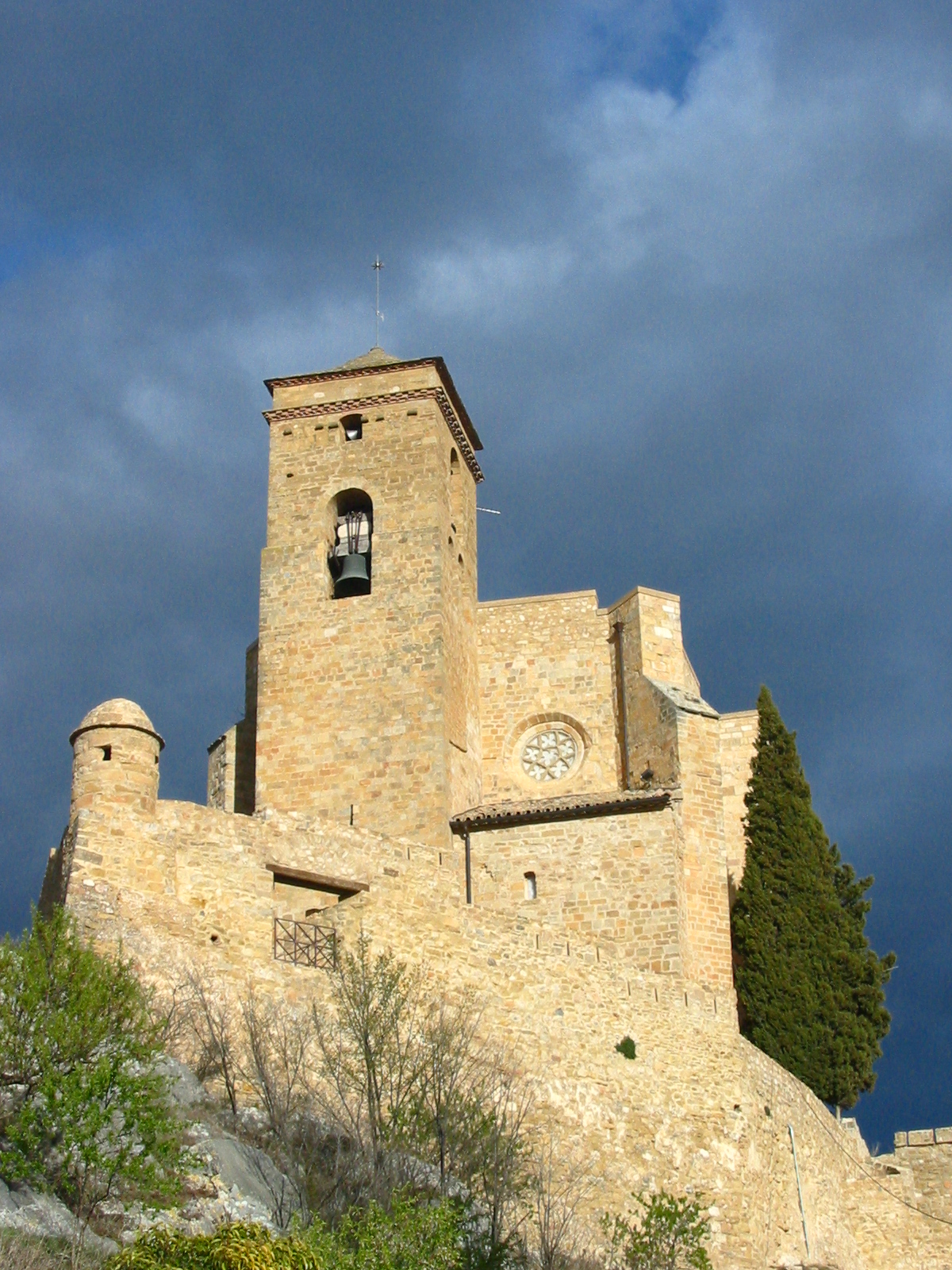
Castell de Benavarri.

- El castell dels comtes de Ribargorça, del segle X-XI.[26]
- Església parroquial del segle xix.
- Nucli urbà medieval.
- Ermita de Sant Medard.
- Molí de farina.
- Pou de gel.
- Molí d'Oli de 1932
- Safareig del segle xiii

Destaquen també les ermites de Santa Maria de Calladrons i Sant Salvador d'Entença, així com les esglésies de Sant Romà d'Estanya, Sant Esteve d'Estanya, Sant Jaume d'Entença, Santa Anna de Calladrons, Santa Maria d'Aler, Sant Cristòfol de Siscar i Sant Miquel de Siscar.

## Benavarresos il·lustres
- Joan II de Ribargorça (o Joan d'Aragó): comte de Ribargorça, lloctinent de Catalunya i virrei de Nàpols (1457-1528)
- Pedro García de Benavarre: pintor del gòtic (segle XV)
- Juan Bayarte Calasanz i Ávalos: governador de Menorca i Eivissa al segle xvii[27]
- Jaume Santiveri i Piniés: empresari, fundador de Santiveri

## Agermanaments
- Aurignac, França.[28]